# Hrabstwo Barnstable
Hrabstwo Barnstable (ang. Barnstable County) – hrabstwo w USA, w południowo-wschodniej części stanu Massachusetts, na półwyspie Cape Cod. W roku 2000 zamieszkiwane przez 222230 mieszkańców. Centrum administracyjne (ang. county seat) hrabstwa mieści się w mieście Barnstable.

## Miasta
- Barnstable
- Bourne
- Brewster
- Chatham
- Dennis
- Eastham
- Falmouth
- Harwich
- Mashpee
- Orleans
- Provincetown
- Sandwich
- Truro
- Wellfleet
- Yarmouth

## CDP
- Bourne
- Brewster
- Buzzards Bay
- Chatham
- Dennis
- Dennis Port
- East Dennis
- East Falmouth
- East Harwich
- East Sandwich
- Falmouth
- Forestdale
- Harwich Center
- Harwich Port
- Mashpee Neck
- Monomoscoy Island
- Monument Beach
- New Seabury
- North Eastham
- North Falmouth
- Northwest Harwich
- Orleans
- Pocasset
- Popponesset
- Popponesset Island
- Provincetown
- Sagamore
- Sandwich
- Seabrook
- Seconsett Island
- South Dennis
- South Yarmouth
- Teaticket
- West Chatham
- West Dennis
- West Falmouth
- West Yarmouth
- Woods Hole
- Yarmouth Port